# Diaea limbata
Diaea limbata là một loài nhện trong họ Thomisidae.
Loài này thuộc chi Diaea. Diaea limbata được Wladislaus Kulczynski miêu tả năm 1911.